# Baciroa
Baciroa (Basiroa), pleme američkih Indijanaca iz sjeverozapadnog Meksika naseljenih južno od plemena Conicari u južnoj središnjoj Sonori a točna lokacija nije poznata. Baciroe Swanton smatra mogućim srodnicima plemena Conicari i Tepahue, te se nadalje povezuju s Macoyahuima s kojima se klasificiraju u Taracahitian-govornike, juto-astečka porodica.
Hodge ih piše da su ogranak plemena Nevome (skupina Piman) onako kako ih je klasificirao Orozco y Berra zajedno s ostalim taracahitianskim plemenaima Huvagueres, Tehuisos (Tehueco), Basiroas, Tehataa, i Hios. 
I Baciroe i Conicarije je još 1620.-tih pokrstio jezuitski misionar Michael Wadding (kasnije Miguel Godínez). Pleme i jezik su nestali.
Ime možda dolazi po njihovon selu.

## Vanjske poveznice
- Aztatlán